# Калан (Румунија)
Калан (рум. Călan, мађ. Pusztakalán) град је у Румунији, у средишњем делу земље, у историјској покрајини Трансилванија. Калан је град у оквиру округа Хунедоара.
Калан је према попису из 2011. имао 11.279 становника.

## Географија
Град Калан налази се у крајње југозападном делу историјске покрајине Трансилваније, близу историјске границе са Банатом. Од најближег већег града, Темишвара, град је удаљен 185 км источно.
Калан се образовао покрај у долини реке Стреј, на надморској висини од приближно 230 метара. Око града се издижу Карпати.

## Историја
У Дакији је постојало једно село познато као Аквае. Археолошки докази показују да је место било насељено дуго времена.
1387 – Први пут се помиње у неком документу.
1961. –  Калан је добио статус града.
Места интересовања укључују челичане у Калану, цркву Стреј и цркву Светог Георгија.

## Становништво
У односу на попис из 2002., број становника на попису из 2011. се смањио.
| 1966.  | 1977.  | 1992.  | 2002.  | 2011.  |
| ------ | ------ | ------ | ------ | ------ |
| 11.761 | 12.397 | 14.738 | 14.714 | 11.279 |

Матични Румуни чине већину градског становништва Калана (око 90%), а од мањина присутни су Мађари (5%), Немци и Роми у веома малом броју. Мађари и Немци (тј. Саси) су до средине 20. века чинили много значајнији део становништва града.
По питању вероисповести, већина становника су православци (76,58%), али има и мањина римокатолика (7,03%), пентекосталаца (4,94%) и реформатора (1,11%). За 7,83% становништва верска припадност није позната.